# Ulrich Koppe
Ulrich Koppe (* 17. Januar 1899 in Reichenbach; † 11. Januar 1942 im Feldlazarett 94 Makejewka) war ein deutscher paramilitärischer Aktivist. Er wurde bekannt als Anführer des nach ihm benannten Sturmkompagnie Koppe, die an den bürgerkriegsähnlichen Kämpfen im Deutschland der Jahre direkt nach dem Ersten Weltkrieg teilnahm sowie aufgrund seiner Verstrickung in den Mord am Reichsaußenminister Walther Rathenau.

## Leben und Tätigkeit
Koppe nahm am Ersten Weltkrieg teil, in dem er den Rang eines Leutnants erreichte. Am 11. Oktober 1918 erlitt er eine schwere Verwundung. Nach der deutschen Niederlage im Ersten Weltkrieg und dem Ausbruch der Novemberrevolution schloss er sich 1919, nach seiner Genesung, den antirevolutionären Kräften an.
Als Anfang 1921 in Schlesien zahlreiche bewaffnete deutsche Selbstschutzverbände in der Provinz Schlesien aufgestellt wurden, weil es absehbar war, dass es im Gefolge der für dieses Jahr angesetzten Volksabstimmung über die zukünftige staatliche Zugehörigkeit der Provinz Oberschlesien zu gewaltsamen Kämpfen zwischen den Anhängern einer Eingliederung der Provinz in den nach dem Krieg neu geschaffenen polnischen Staates und den Befürwortern eines Verbleibs der Provinz bei Deutschland kommen würde, wurde Koppe zu diesem Zweck von dem Freiherrn von Zedlitz-Neukirch angeworben.
Koppe übernahm die Führung einer bewaffneten Kompagnie, die im Falle von Kämpfen für die deutsche Seite kämpften sollte. Diese Kompagnie erhielt nach ihm die Bezeichnung Sturmkompagnie Koppe. Sie behielt diese Bezeichnung auch bei, nachdem die Führung nach kurzer Zeit auf den erfahreneren Kapitänleutnant Manfred von Killinger überging und Koppe in die Stelle eines Zugführers zurücktrat. Die Kompagnie war ein Bestandteil der Brigade Ehrhardt und gab sich offen als ein solcher zu erkennen.
Nachdem die Sturmkomapgnie im Spätsommer 1921 auf Druck der Westmächte, wie alle Freikorps die den „Selbstschutz“ in Schlesien, von der Reichsregierung aus der Provinz abgezogen wurde, wurde sie entwaffnet und aufgelöst.
Koppe und andere Männer stellten sich aber weiterhin zur Mitarbeit in der Ehrhardt-Organisation zur Verfügung. Koppe reiste im Juli 1921 nach München, wo die Ehrhardt-Organisation inzwischen unter dem Namen Organisation C (Organisation Consul) unter Umwandlung in eine terroristische Geheimorganisation ihre Hauptleitung verlegt hatte. Koppe bekam die Leitung des Bezirkes Breslau der Organisation übertragen.
Koppe und seine Helfer arbeiteten in Schlesien in der Folgezeit daran, einen Verband zu erhalten, der in der Lage wäre an der Abwehr eines für möglich gehaltenen polnischen Angriffs auf die Provinz mitzuwirken.
Am 22. November 1921 wurden Koppe und Zedlitz-Neukirch sowie fünf weitere Männer auf Veranlassung des badischen Staatsanwalts festgenommen. Koppe wurde nach Offenburg verbracht und später in das Gefängnis in Karlsruhe verlegt, aus dem er am 2. Dezember 1921 entlassen wurde.
Nach der Ermordung des Außenministers Rathenau wurden Koppe und Zedlitz-Neukirch und ihre Helfer auf Veranlassung des Polizeipräsidenten von Breslau am 30. Juni 1922 erneut festgenommen. Grund hierfür war, dass die Männer an militärischen Übungen im Gebirge teilgenommen hatten, von denen geargwöhnt wurde, dass die Organisation Consul, die hinter dem Ministermord stand, sie ausgerichtet hatte. Diesmal blieben Koppe und seine Männer sechs Wochen lang, bis zum 11. August 1922, in Haft. Die Behörden waren zu der Auffassung gelangt, dass der Breslauer Teil der Organisation Consul mit dem 22. November 1921 aufgehört hatte zu bestehen und dass die Übungen im Gebirge ohne Bedeutung gewesen waren.
Anfang der 1930er Jahre war Koppe in der nationalsozialistischen Sturmabteilung (SA) aktiv. Anlässlich der politischen Säuberungsaktion der NS-Regierung vom 30. Juni 1934 wurde er als Angehöriger des Stabes des schlesischen SA-Führers Edmund Heines, einem der Hauptziele der Aktion, für mehrere Wochen in Haft genommen, wurde anders als viele andere Mitarbeiter von Heines nicht erschossen.
Koppe starb 1942, während des Zweiten Weltkriegs, als Teilnehmer des Russlandfeldzuges an einer erlittenen Verletzung. Zum Zeitpunkt seines Todes hatte er den Rang eines Majors. Sein Grab befindet sich in Schachtersk in der Ukraine.

## Überlieferung
Im Bundesarchiv Berlin hat sich eine Anklageschrift des Oberreichsanwalts gegen Koppe und zwanzig weitere Angehörige der Organisation Consul vom 16. Mai 1924 erhalten (R 3003/16032), diese ist vom Archiv digitalisiert und über die inventio-Datenbank der breiten Öffentlichkeit online zugänglich gemacht worden. Ebenfalls online zugänglich ist die Handakte des Reichsanwalts über Koppe und die anderen in dem Verfahren angeklagten Rechtsradikalen Aktivisten (R 3003/1000303).
Bisher nicht digitalisiert sind drei Akten des Reichsjustizministeriums über Koppe (R 3001/64293, R 3001/183058 und R 3002/191753).